# Habrolepis pascuorum
Habrolepis pascuorum är en stekelart som beskrevs av Mercet 1921. Habrolepis pascuorum ingår i släktet Habrolepis och familjen sköldlussteklar.
Artens utbredningsområde är:
- Algeriet.
- Bulgarien.
- Slovakien.
- Egypten.
- Förenade Arabemiraten.
- Ungern.
- Italien.
- Libanon.
- Israel.
- Spanien.
- Ukraina.
- Kroatien.
- Nordmakedonien.

Inga underarter finns listade i Catalogue of Life.